# Joanna Podolska

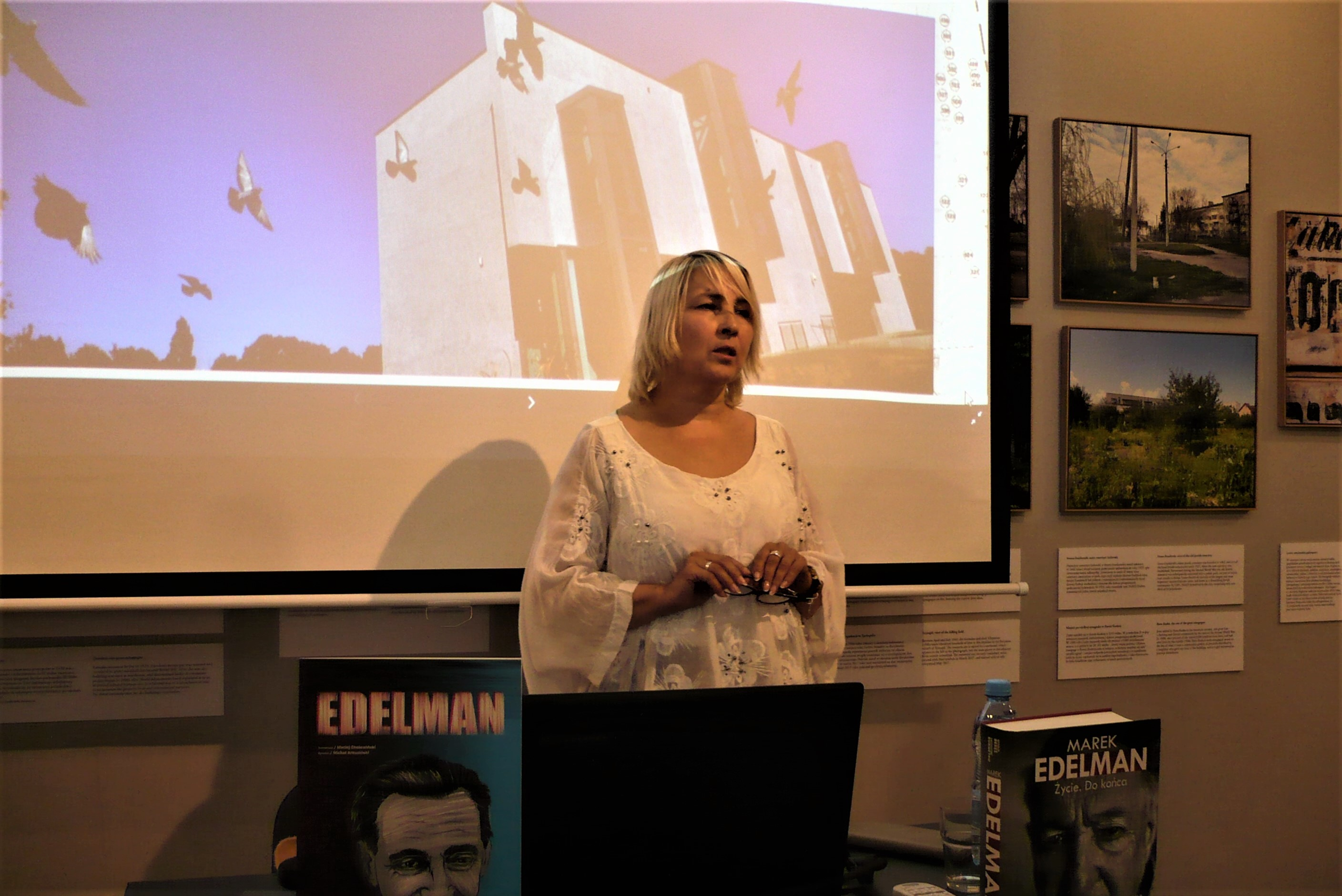
J. Podolska, 29. Festiwal Kultury Żydowskiej w Krakowie

Joanna Małgorzata Podolska-Płocka (ur. 22 maja 1964 w Zgierzu) – polska dziennikarka i publicystka, pisząca o wielokulturowej Łodzi.

## Życiorys
Ukończyła polonistykę i kulturoznawstwo na Uniwersytecie Łódzkim. W latach 1993–2011 była dziennikarką „Gazety Wyborczej”. 
Od 2003 zaczęła współpracę z macierzystą uczelnią prowadząc zajęcia dla studentów specjalizacji dziennikarskiej na Wydziale Filologicznym Uniwersytetu Łódzkiego, w 2008 została zatrudniona w Instytucie Teorii Literatury UŁ. Jest pracownikiem Katedry Teorii Literatury Wydziału Filologicznego.
Stypendystka Fundacji Kościuszkowskiej, Fundacji Marshalla i Fundacji Journalists in Europe. Autorka scenariusza filmu Z głębokości wołam..., zrealizowanego przez Wojciecha Gierłowskiego.
Zainicjowała w 2000 akcję „Kolorowa Tolerancja”. Jest jedną ze współzałożycielek, a w latach 2003–2009 była prezesem, Stowarzyszenia Instytut Tolerancji.
Od 2011 dyrektorka Centrum Dialogu im. Marka Edelmana.

## Publikacje
- Kim jest William Wharton, ISBN 83-7150-073-4.
- Potłuczona mozaika. Andrzeja Bobkowskiego myśli o epoce, ISBN 83-227-1913-2.
- Łódź w cyklu „Złota seria”, ISBN 83-87914-95-9.
- Litzmannstadt-Getto. Ślady. Przewodnik po przeszłości, ISBN 83-7415-000-9.
- Przewodnik po cmentarzu żydowskim w Łodzi (wraz z Jackiem Walickim), ISBN 83-904646-3-2.
- Prezydenci miasta Łodzi (2008, wraz z Przemysławem Waingertnerem), ISBN 83-87749-86-9.
- Z żabiej perspektywy. Pięć lat festiwalu Camerimage w Łodzi (wraz z Anną Świerkocką), ISBN 83-7415-074-2 (o festiwalu Camerimage).
- Spacerownik. Śladami Żydów ziemi łódzkiej, Agora SA, Łódź 2010, ISBN 978-83-268-0036-8.

## Ordery i odznaczenia
- Krzyż Kawalerski Orderu Odrodzenia Polski (14 grudnia 2009)[10][11]
- Medal Pro Publico Bono im. Sabiny Nowickiej (2009)[12]
- Medal 50-lecia Powstania w Getcie Warszawskim
- Odznaka „Za Zasługi dla Miasta Łodzi” (2003)[13]
- Odznaczenie „Chroniąc Pamięć” (2009)[14]

## Nagrody
- Nagroda POLIN (2017)[15]
- Nagroda „Sprężyna 2001”, przyznana przez miesięcznik „Tygiel Kultury”